# Mikołaj Szydłowiecki (młodszy)
Mikołaj Stanisław Szydłowiecki herbu Odrowąż (ur. w 1480 w Szydłowcu, zm. w 1532) – kasztelan sandomierski, podskarbi wielki koronny.

## Życiorys
Syn Stanisława i Zofii z Goździkowa i Pleszowa, brat Krzysztofa, Piotra, Pawła, Anny, Barbary, Marcina, Elżbiety i nieznanej z imienia siostry. Od 1502 mąż Anny Tęczyńskiej (córki Mikołaja Tęczyńskiego, wojewody bełskiego i ruskiego). Posiadał dwóch synów i trzy córki którzy zmarli w dzieciństwie.
O dzieciństwie Mikołaja napisał jeden z kronikarzy: "W parze z tem wychowaniem religijnem, ręką matki zapewne głównie kierowaniem, szło umysłowe, a obok niego fizyczne, więc zapasy i gonitwy rycerskie, ćwiczenia we władaniu włócznią, w których ponad wszystkich swych sarszych braci celował Mikołaj".
Zostaje dworzaninem króla Jana Olbrachta w 1497 roku, monarcha dał mu urząd łożniczego, bierze udział w wyprawie bukowińskiej, jest ranny, pokazał swoje siły, "był bowiem w ramieniu silny, w ręku dzielny, w ruchach szybki, zręczny i żywy, zwinny, nie miał nikogo sobie równego w zabawach rycerskich, ani wśród nieprzyjaciela, ani wśród braci. We władaniu zaś włócznia przewyższał tak braci, jak i wielu swoich towarzyszy".
W roku 1501 zostaje wprowadzony na dwór królewicza Zygmunta.
Od 1508 podkomorzy nadworny, podkomorzy krakowski, kasztelan radomski od 1510, od 1515 krajczy wielki koronny i podskarbi wielki koronny, starosta gostyniński, radomski, lelowski, oświęcimski, szydłowiecki oraz zatorski. Po śmierci ojca Stanisława odziedziczył miasto Szydłowiec wraz z przyległościami.

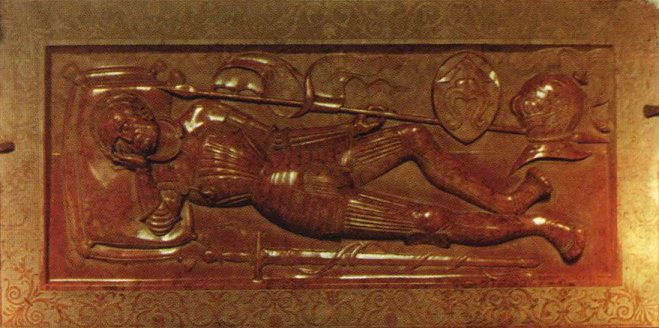
Płyta nagrobna Mikołaja Szydłowieckiego w prezbiterium kościoła św. Zygmunta.

## Działalność
Znakomita postać renesansu, mecenas sztuki. Fundator przebudowy zamku królewskiego w Radomiu oraz zamku szydłowieckiego w stylu renesansowy, ofiarodawca ołtarzy w kościele Św. Zygmunta w Szydłowcu. Pochowany w tym kościele, w wybitym z czerwonego marmuru, renesansowym nagrobku. W latach 1528–1529 wzniósł kościół szpitalny Świętego Ducha i św. Anny z przytułkiem. Stanął on w miejscu istnienia drugiego grodu, jednego z pierwszych Szydłowieckich – Sławka. W 1505 r. zyskał przywileje od króla Aleksandra na dwa jarmarki w niedziele kwietniową i św. Wawrzyńca oraz targi piątkowe (od 1508 r.). Utworzył nową dzielnice zwaną Skałką oraz w 1512 ustanowił kolejną dzielnice zwaną Składowiem (Praga). Wespół z miejscowym proboszczem, utworzył kolejną dzielnice zwaną Proboszczostwem (dziś południowa część Starego Miasta) z Rynkiem Plebanim. Był sygnatariuszem aktu traktatu krakowskiego w 1525 roku. Wraz z bratem Krzysztofem był inicjatorem budowy szkoły elementarnej przed 1529 rokiem.